# 2609-es mellékút (Magyarország)
A 2609-es számú mellékút egy bő 15 kilométeres, négy számjegyű mellékút (országos közút) Borsod-Abaúj-Zemplén vármegye északi részén.

## Nyomvonala
A 2607-as útból ágazik ki, kicsivel annak 13+500-as kilométerszelvénye előtt, Felsőtelekes területén. Első szakaszán nyugat felé indul, Fő utca néven, de alig 250 méter után délnek fordul, a települési neve a továbbiakban Táncsics Mihály utca. Második kilométere előtt nem sokkal átlép Rudabánya területére, ahol az Ormos-patak völgyében halad tovább. Ötödik kilométerénél beletorkollik a 2608-as út, majd bő 300 méterrel arrébb kiágazik belőle a 2611-es út.
Nyolcadik kilométerét elhagyva lép ki Rudabánya területéről és vált át Ormosbánya területére; ott ágazik ki belőle, a 10+100-as kilométerszelvényénél az egészen rövid, mindössze 34 méter hosszú 26 307-es út, amely a település vasúti megállóhelyéhez vezet. A 11+400-as kilométerszelvényénél Izsófalva területére érkezik, ott ágazik ki belőle, a 12+600-as kilométerszelvényénél a 26 306-os út, amely a község vasútállomását szolgálja ki, majd pedig, kevéssel a 15. kilométere előtt a Rudolftelepre vezető, 26 106-os mellékút. A vége felé, egy egészen rövid szakaszon Szuhakálló külterületén halad, végül a legutolsó méterein Múcsony községben húzódik. A 2605-ös útba torkollik, annak 18+300-as kilométerszelvényénél.
Teljes hossza az országos közutak térképes nyilvántartását szolgáló kira.gov.hu adatbázisa szerint mindössze 15,808 kilométer.